# ゴッド・セイヴ・ザ・クイーン (セックス・ピストルズの曲)
「ゴッド・セイヴ・ザ・クイーン」（God Save the Queen）は、イギリスのパンク・ロック・バンド、セックス・ピストルズが1977年5月27日に発表した楽曲。バンドにとって2作目のシングルで、グレン・マトロック脱退後としては初のリリースとなった。また、後にリリースされたアルバム『勝手にしやがれ!!』にも収録された。

## 背景
作曲当時のイギリス国歌と同名異曲であるが、グレン・マトロックによれば、この曲が1976年に作られた当時は「ノー・フューチャー」と呼ばれていたという。そして、1977年1月にデイヴ・グッドマンのプロデュースにより「ノー・フューチャー」というタイトルでレコーディングされ、この時のヴァージョンは海賊版・アルバムの『スパンク』（後に正規発売される）に収録された。しかし翌月にはグレン・マトロックがバンドを脱退。その後、クリス・トーマスのプロデュースでレコーディングを行い、3月9日に「ゴッド・セイヴ・ザ・クイーン」のリミックスが行われて、バンドは同日にA&Mレコードとの契約を得た。

## リリース
当初はA&Mレコードから、「分かってたまるか (No Feelings)」をB面に収録してリリースされる予定だった。しかし、契約から1週間後の3月16日に、バンドはA&Mとの契約を破棄されてしまう。最終的にはヴァージン・レコードと新たに契約を得て、「ディド・ユー・ノー・ロング」（『勝手にしやがれ!!』には未収録）をB面に収録した形でリリースされた。
なお、イギリスの雑誌『Record Collector Magazine』が2012年に行った、世界で最高額のレア・コレクター盤の調査によると、A&Mの「ゴッド・セイヴ・ザ・クイーン」のアセテート盤が3位（1万ポンド）、A&M盤シングル「ゴッド・セイヴ・ザ・クイーン」が4位（8千ポンド）であった。また、2012年に発売された『勝手にしやがれ!!』35周年記念ボックス・セットには、シングル「ゴッド・セイヴ・ザ・クイーン」のA&Mヴァージョンの複製が付属している。

## 反響
「ゴッド・セイヴ・ザ・クイーン」は、BBCによって日中は放送禁止の措置を取られるが、1977年6月4日付の全英シングルチャートで初登場11位となり、翌週には2位を記録する。ただし、本作がヒットしていた当時のイギリスはエリザベス2世の即位25周年に湧いており、この曲はそうしたムードにふさわしくなかったため、全英シングルチャートには空欄で掲載されたほか、本作の1位獲得は計画的に阻止されたという説がある。なお、『NME』誌のチャートでは本作が1位を獲得した。
また、この曲はイギリス国外でも大ヒットしている。スウェーデンのアルバム・チャートでは2週連続で2位となり、ノルウェーのアルバム・チャートでは15週連続でトップ10入りして、最高3位に達した。
日本においても、「英国との国際親善を害する」という理由で日本民間放送連盟による要注意歌謡曲指定を受け、制度が失効する1988年まで放送禁止となるAランク適用を受け続けた。
その後、2002年にはエリザベス2世の即位50周年にぶつける形で再発シングルが発売され、全英シングルチャートで15位を記録。また、2007年10月13日付の全英シングルチャートでも再登場して42位を記録している。
本作についてジョン・ライドンは、反王政主義ではあるが反人間的ではないと表現している。

## 評価
『ローリング・ストーン』誌が選出したオールタイム・グレイテスト・ソング500では175位にランク・イン。また、ロックの殿堂公式サイトで選出された「ロックン・ロールを形作った500曲」の中に、この曲も含まれている。
イギリスの雑誌『ニュー・ステイツマン』が2010年に選出した「トップ20ポリティカル・ソングス」では9位となった。

## 他メディアでの使用例
「ゴッド・セイヴ・ザ・クイーン」は、ドキュメンタリー映画『[シェイン] THE POGUES:堕ちた天使の詩』（2001年公開）、ドキュメンタリー映画『マラドーナ』（2008年公開）のサウンドトラックで使用された。
2012年ロンドンオリンピックの開会式では冒頭のショートフィルムで使用された。
2016年11月3日、保守党所属の国会議員であるアンドリュー・ロージンデルが午前の審議において、「イギリスの欧州連合離脱を機会に、公共放送局であるBBC Oneは毎日放送終了時に女王陛下万歳（現在の国王陛下万歳）を流すべきだ」という動議を提出した。11月4日夜、BBC Twoの番組である「BBC Newsnight」の終わりに、アンカーのカースティー・ワーク（Kirsty Wark）はこの動議にこたえるという形で、ピストルズの「ゴッド・セイヴ・ザ・クイーン」を流した。

## カヴァー
- アンスラックス - EP『Armed and Dangerous』（1985年）に収録[30]。
- モーターヘッド - アルバム『ウィ・アー・モーターヘッド』（2000年）に収録。
- 池澤春菜 - 声優6人が参加したパンク・ロックのカヴァー・アルバム『パンコレ〜voice actresses' legendary punk songs collection〜』（2009年）に収録[31]。
- ヌーヴェル・ヴァーグ - アルバム『3』（2009年）に収録[32]。